# Cadillac XT6
La Cadillac XT6 est un SUV multisegment intermédiaire de luxe à sept places fabriqué par General Motors. Le véhicule a été présenté le 12 janvier 2019 au North American International Auto Show (NAIAS). Le véhicule a été mis en vente en juin 2019 en tant que modèle 2020, les premières commandes commençant avant le lancement.

## Aperçu

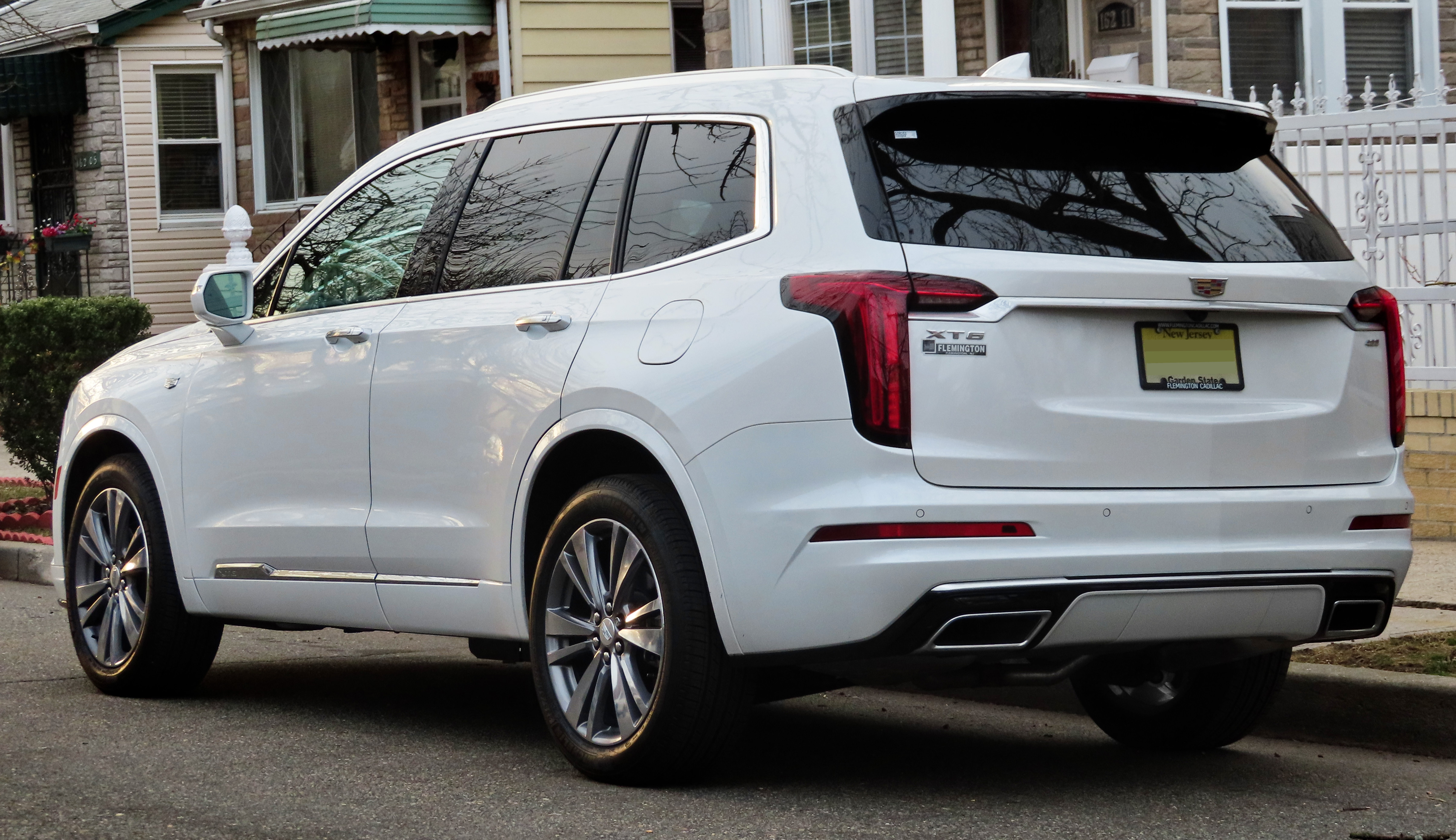
Vue arrière

Le XT6 (abréviation de Crossover Touring 6) est le troisième SUV multisegment de Cadillac, et le plus grand de la série XT, réparti entre le XT5 et le SUV Escalade standard. Le XT6 est produit à l'usine de Spring Hill de GM, au Tennessee, tandis que le XT6 du marché chinois devrait être fabriqué à Shanghai par SAIC-GM. Le XT6 a été mis en vente en Russie en février 2020 avec un moteur 2,0 L de 200 ch, et devrait être mis en vente au Japon au début de 2020, seulement en tant qu'importation avec une seule finition, des sièges pour six passagers et une configuration de conduite à gauche.
Bien qu'il serve d'homologue de luxe aux Chevrolet Traverse et Buick Enclave de taille moyenne à 3 rangées dans le segment des SUV multisegments, le XT6 partage son empattement avec les GMC Acadia, Cadillac XT5 et Chevrolet Blazer de taille moyenne. Cadillac décrit le XT6 comme un véhicule de «taille moyenne plus» car il considère le XT5 comme son véhicule utilitaire principal de taille moyenne.

### Places assises
La configuration des sièges devait comporter six sièges, car Cadillac avait annoncé qu'un éventuel SUV multisegment plus grand pourrait être en préparation, mais a plutôt fait du XT6 un véhicule standard à sept sièges, avec la configuration à six sièges en option.

### Groupe motopropulseur
Le XT6 est équipé d'un moteur V6 LGX de 3,6 L, développant 330 ch (231 kW) couplé à une transmission automatique à neuf rapports avec changement de précision électronique de nouvelles générations. Un choix de traction intégrale et de traction avant sont offerts. Un moteur turbo essence 2,0 L I4 sera proposé en version chinoise, développant 241 ch (177 kW) et 350 N m.

### Niveaux de finition
Les niveaux de finition sur le XT6 incluent Premium Luxury et Sport.

## Accueil
Le XT6 a reçu des critiques mitigées, le style et les caractéristiques du XT6 étant particulièrement critiqués, car les critiques les pensaient tous deux pâles par rapport au Lincoln Aviator lancé simultanément. Les critiques ont également critiqué l'absence d'un groupe motopropulseur hybride en option, qui est disponible sur un certain nombre de concurrents du XT6. Car & Driver lui a donné une critique tiède: « Il ne parvient pas à égaler les quotients de luxe de ses concurrents ou à se démarquer de manière significative de ses frères GMC et Chevrolet », Cars.com a qualifié le XT6 de "décevant", tandis que The Drive note « Pour tout ce que le XT6 fait bien, il est difficile de ne pas penser que le Lincoln Aviator est beaucoup plus intéressant avec son look élégant, son intérieur chic et une option hybride rechargeable haute performance qui va manger le Cadillac a son déjeuner ».

## Ventes
| Année civile | États Unis | Chine |
| ------------ | ---------- | ----- |
| 2019         | 11 559     | 5,795 |